# Koen Van Gerven
Koenraad (Koen) Van Gerven (Leuven, 1958) is een Belgisch bestuurder en voormalig bedrijfsleider. Van 2014 tot 2020 was hij CEO van postbedrijf bpost.

## Levensloop
Koen Van Gerven studeerde af als handels- en bedrijfseconomisch ingenieur aan de Katholieke Universiteit Leuven en behaalde een MBA aan de Cornell-universiteit in de Verenigde Staten. Hij begon zijn loopbaan in 1982 bij Generale Bank (later Fortis). In 2001 ging hij aan de slag bij Acerta, de fusie van de sociale secretariaten van de Boerenbond en het VKW, waar hij CEO was tot eind 2006.
In 2006 maakte hij de overstap naar De Post (later bpost). Hij werd lid van het directiecomité en was van 2007 tot 2014 tevens voorzitter van de raad van bestuur van de Bank van de Post (later bpost bank). In 2014 volgde hij Johnny Thijs als CEO van bpost op. Jean-Paul Van Avermaet volgde hem in februari 2020 op. Van Gerven kwam onder vuur te liggen vanwege de overname van het verlieslatende Amerikaanse pakjesbedrijf Radial en de mislukte overname van het Nederlandse PostNL.
Van Gerven is bestuurder van SD Worx sinds 2015, het UZ Leuven sinds 2016, ING België sinds 2020, Montea sinds 2021 en de KU Leuven sinds 2023. Sinds 2020 is hij tevens voorzitter van de raad van bestuur van het AZ Diest. In 2024 volgde hij Mark Waer als voorzitter van het UZ Leuven op.
Hij is de zoon van Lieven Van Gerven, hoogleraar en bestuurder, en de broer van Adinda Van Gerven, N-VA-schepen in Brasschaat.